# Ponchelibius sumatranus
Ponchelibius sumatranus är en skalbaggsart som beskrevs av Komiya och Alain Drumont 2007. Ponchelibius sumatranus ingår i släktet Ponchelibius och familjen långhorningar. Inga underarter finns listade i Catalogue of Life.